# Василенко, Пётр Мефодиевич
Пётр Мефодиевич Василенко (укр. Петро Мефодійович Василенко; 1900—1999) — советский и украинский учёный в области сельскохозяйственного машиностроения, доктор технических наук (1948), профессор (1949), член-корреспондент АН УССР (1939), академик ВАСХНИЛ (1956) и УААН (1991).

## Биография
Родился 17 октября 1900 года в селе Мыгия, Херсонской губернии.
С 1918 по 1923 год обучался на факультете механизации Луганского государственного сельскохозяйственного института. С 1928 по 1929 год проходил обучение на Высших педагогических курсах Киевского государственного сельскохозяйственного института.
С 1923 по 1928 год на педагогической работе в Межырицкой средней сельскохозяйственной школы в качестве преподавателя и заведующего отраслью практического полеводства, вёл курс земледелия, почвоведения и сельскохозяйственного машиноведения. С 1929 по 1932 год на педагогической работе в Главнауке Наркомпроса РСФСР в качестве аспиранта научно-исследовательской кафедры сельскохозяйственной механики.
С 1932 года на педагогической работе в Житомирском государственном сельскохозяйственном институте в качестве заведующего кафедрой механизации сельского хозяйства и одновременно с 1932 по 1934 и с 1935 по 1941 год на педагогической работе в Киевском институте механизации и электрификации сельского хозяйства в качестве заведующего кафедрой сельскохозяйственных машин. С 1934 по 1935 и с 1944 по 1962 год на педагогической работе в Киевском государственном сельскохозяйственном институте в качестве доцента Института почвоведения и заведующим кафедрой сельскохозяйственных машин.
С 1944 по 1946 год на научной работе в Институте машиноведения и сельскохозяйственной механики АН Украинской ССР в качестве заведующего отделом сельскохозяйственных машин. С 1957 по 1962 год — академик-секретарь Отделения механизации и электрификации Всеукраинской академии сельскохозяйственных наук. С 1962 по 1999 год на научно-педагогической работе в Украинской сельскохозяйственной академии в качестве профессора-консультанта кафедры сельскохозяйственных машин.

### Научно-педагогическая деятельность и вклад в науку
Основная научно-педагогическая деятельность П. М. Василенко была связана с вопросами в области сельскохозяйственного машиностроения, занимался исследованиями в области разработки первых конструкций ротационных культиваторов, свеклоуборочных машин, туковысевающих и зерновых сеялок. Под его руководством проводилась работа по проектированию новых компонентов и исследованию технологических процессов машин для внесения удобрений, малообъёмных опрыскивателей и кукурузоуборочных машин.
В 1948 году защитил докторскую диссертацию на соискание учёной степени доктор технических наук. В 1949 году ВАК СССР ему было присвоено учёное звание профессор. В 1939 году он был избран член-корреспондентом АН УССР. В 1956 году был избран действительным членом ВАСХНИЛ, а в 1991 году — УААН. П. М. Василенко было написано более двухсот научных работ в том числе монографий, двадцати учебников и более семи свидетельств на изобретения. Его монография «Автоматизация процессов сельскохозяйственного производства» была внесена в международный фонд ЮНЕСКО.

## Основные труды
- Об учете гироскопического эффекта роторных устройств при проектных разработках сельскохозяйственных машин / Д-р техн. наук П. М. Василенко. — Киев : 1956.
- Элементы методики математической обработки результатов экспериментальных исследований / П. М. Василенко, д-р техн. наук. — Киев : Изд-во УАСХН, 1959. — 63 с.
- Теория движения частицы по шероховатым поверхностям сельскохозяйственных машин / Под ред. акад. М. И. Медведева. — Киев : Изд-во Укр. акад. с.-х. наук, 1960. — 283 с.
- Культиваторы: (Конструкция, теория и расчет) / П. М. Василенко, П. Т. Бабий. — Киев : Изд-во Укр. акад. с.-х. наук, 1961. — 239 с.
- Автоматизация процессов сельскохозяйственного производства / П. М. Василенко, И. И. Василенко. — Москва : Колос, 1964. — 384 с.
- Автоматизация процессов сельскохозяйственного производства / П. М. Василенко, И. И. Василенко. — [2-е изд., перераб. и доп.]. — Москва : Колос, 1972. — 574 с.
- Методика построения расчетных моделей функционирования механических систем (машин и машинных агрегатов) : Учеб. пособие / Василенко П. М., Василенко В. П. — Киев : УСХА, 1980. — 137 с.
- Механизация и автоматизация процессов приготовления и дозирования кормов / П. М. Василенко, И. И. Василенко. — М. : Агропромиздат, 1985. — 224 с[5]

## Награды
- Почётный знак отличия президента Украины (1995 — «За личные заслуги в развитии сельскохозяйственной науки, многолетнюю плодотворную педагогическую деятельность»)[6]
- Орден «Знак Почёта» (1948)
- Почётная грамота Президиума Верховного Совета УССР (1980)[1][2][3]

## Память
- 14 мая 2004 года Харьковскому национальному техническому университету сельского хозяйства было присвоено имя Петра Мефодиевича Василенко[4]